# 50e division de réserve (Empire allemand)
La 50e division de réserve est une unité de l'armée allemande qui participe à la Première Guerre mondiale.

## Première Guerre mondiale

### Composition

#### Composition à la mobilisation - 1915
- 99e brigade d'infanterie de réserve

229e régiment d'infanterie de réserve
230e régiment d'infanterie de réserve
- 100e brigade d'infanterie de réserve

231e régiment d'infanterie de réserve
232e régiment d'infanterie de réserve
- 22e bataillon de jäger de réserve
- 50e détachement de cavalerie de réserve
- 50e régiment d'artillerie de campagne de réserve (9 batteries)
- 50e compagnie de pionniers de réserve

#### 1916
- 99e brigade d'infanterie de réserve

229e régiment d'infanterie de réserve
230e régiment d'infanterie de réserve
231e régiment d'infanterie de réserve
- 50e détachement de cavalerie de réserve
- 50e régiment d'artillerie de campagne de réserve (9 batteries)
- 50e compagnie de pionniers de réserve

#### 1917
- 99e brigade d'infanterie de réserve

229e régiment d'infanterie de réserve
230e régiment d'infanterie de réserve
231e régiment d'infanterie de réserve
- 50e détachement de cavalerie de réserve
- 68e commandement d'artillerie divisionnaire

50e régiment d'artillerie de campagne de réserve (9 batteries)
- 350e bataillon de pionniers de réserve

#### 1918
- 99e brigade d'infanterie de réserve

229e régiment d'infanterie de réserve
230e régiment d'infanterie de réserve
231e régiment d'infanterie de réserve
- 50e détachement de cavalerie de réserve
- 68e commandement d'artillerie divisionnaire

50e régiment d'artillerie de campagne de réserve (9 batteries)
81e bataillon d'artillerie à pied (état-major, 1re, 2e et 3e batteries)
- 350e bataillon de pionniers de réserve

### Historique
Au déclenchement du conflit, la 50e division de réserve forme avec la 49e division de réserve le 25e corps de réserve.

#### 1914
- 1er octobre au 5 novembre - batailles rangées près de Grajewo-Wizajny
- 10 au 13 novembre - bataille de Włocławek
- 13 au 19 novembre - combats près de Lipno et Płock
- 16 novembre au 15 décembre - bataille de Łódź
- 18 décembre au 11 juillet - bataille de la Rawka-Bzura

## Chefs de corps
| Grade                        | Nom                   | Date                             |
| ---------------------------- | --------------------- | -------------------------------- |
| Generalleutnant              | Eugen von Petzel (de) | septembre 1914 - 13 janvier 1915 |
| Generalleutnant              | Hans von der Goltz    | 14 janvier 1915 - 30 juin 1916   |
| Generalleutnant              | Axel von Petersdorff  | 1er juillet - 4 novembre 1916    |
| Generalleutnant              | Siegfried von Ende    | 5 novembre 1916 - 27 mai 1918    |
| Generalmajor/Generalleutnant | Wilhelm Meckel        | 19 janvier 1919                  |